# Kanton Châteauneuf-sur-Cher
Der Kanton Châteauneuf-sur-Cher war bis 2015 ein französischer Wahlkreis im Département Cher und in der Region Centre-Val de Loire. Er umfasste elf Gemeinden im Arrondissement Saint-Amand-Montrond; sein Hauptort (frz.: chef-lieu) war Châteauneuf-sur-Cher. Die landesweiten Änderungen in der Zusammensetzung der Kantone brachten im März 2015 seine Auflösung.
Der Kanton Châteauneuf-sur-Cher war 217,83 km2) groß und hatte 4612 Einwohner (Stand: 2011).

## Gemeinden
| Gemeinde               | Einwohner (Stand: 2022) | Code postal | Code Insee |
| ---------------------- | ----------------------- | ----------- | ---------- |
| Chambon                | 154                     | 18190       | 18046      |
| Châteauneuf-sur-Cher   | 1362                    | 18190       | 18058      |
| Chavannes              | 153                     | 18190       | 18063      |
| Corquoy                | 199                     | 18190       | 18073      |
| Crézançay-sur-Cher     | 62                      | 18190       | 18078      |
| Saint-Loup-des-Chaumes | 285                     | 18190       | 18221      |
| Saint-Symphorien       | 133                     | 18190       | 18236      |
| Serruelles             | 67                      | 18190       | 18250      |
| Uzay-le-Venon          | 410                     | 18190       | 18268      |
| Vallenay               | 694                     | 18190       | 18270      |
| Venesmes               | 788                     | 18190       | 18273      |

## Bevölkerungsentwicklung
| 1962 | 1968 | 1975 | 1982 | 1990 | 1999 | 2006 | 2011 |
| ---- | ---- | ---- | ---- | ---- | ---- | ---- | ---- |
| 4699 | 5044 | 4939 | 4554 | 4631 | 4458 | 4544 | 4612 |